# Gilles-François de Gottignies

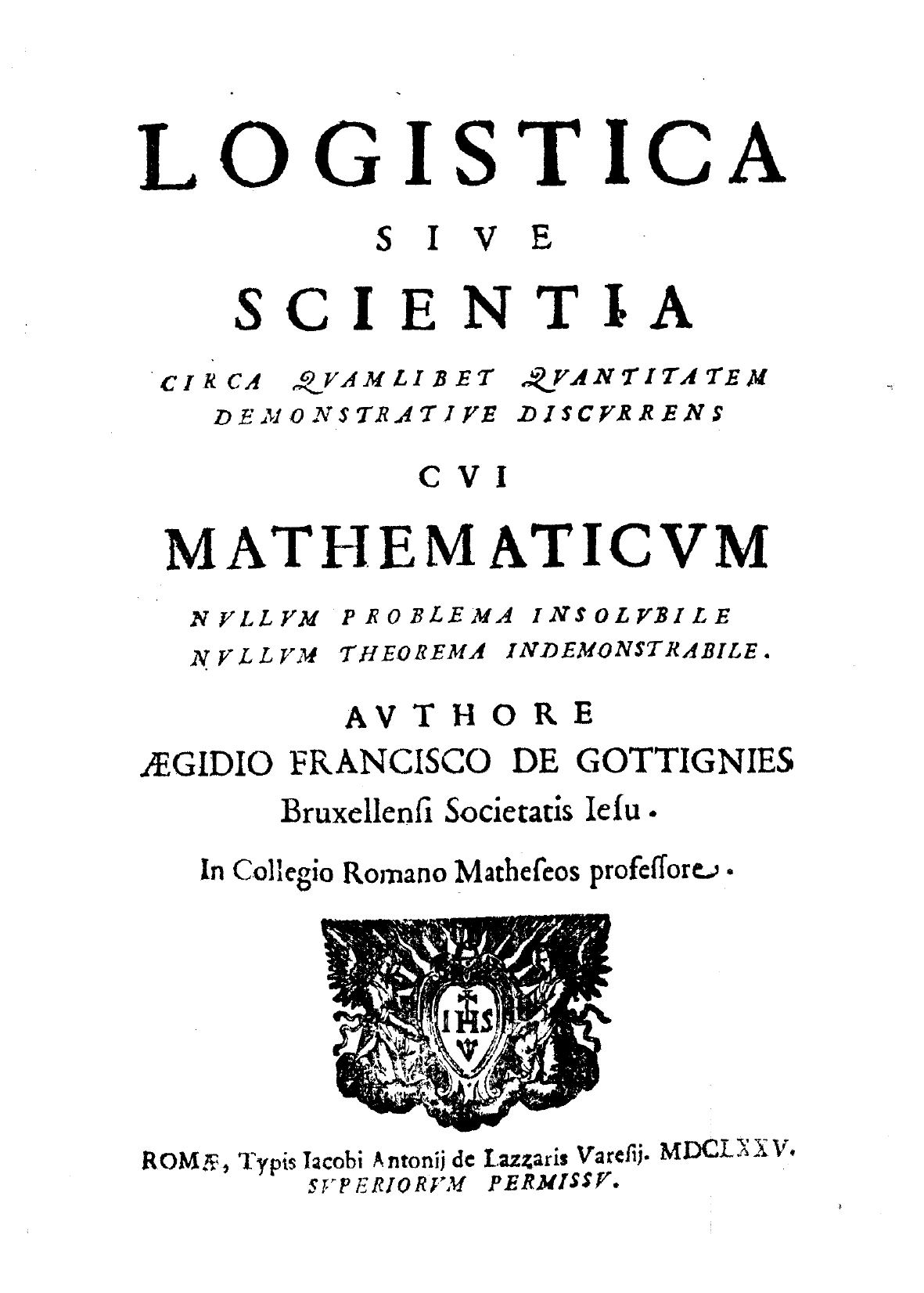
Logistica, 1675

Gilles-François de Gottignies (ur. 10 marca 1630 w Brukseli, zm. 6 kwietnia 1689 w Rzymie) – belgijski astronom, matematyk i jezuita.

## Życiorys
Wywodził się z bogatej i znaczącej rodziny szlacheckiej, posiadającej duże majątki. Jej przedstawiciele pełnili ponadto ważne funkcje w administracji. Na przykład jego ojciec, Augustin, był sekretarzem w radzie zarządzającej hiszpańskimi posiadłościami w Niderlandach. Gilles-François uczęszczał do szkoły prowadzonej przez jezuitów, gdzie jednymi z jego nauczycieli byli słynni matematycy – Grégoire de Saint-Vincent i André Tacquet. W 1653 roku Gilles-François wstąpił do Towarzystwa Jezusowego i rozpoczął nowicjat w Mechelen. Z racji tego, iż wykazywał zdolności do nauk ścisłych, został wysłany na studia do Collegio Romano. W 1660 roku otrzymał święcenia kapłańskie. Rok później, po zakończeniu nauki rozpoczął pracę jako wykładowca matematyki w Collegio Romano. Zajmował się tym aż do swojej śmierci w 1689 roku.
W swojej pracy naukowej zajmował się głównie projektowaniem i konstruowaniem precyzyjnych przyrządów pomiarowych. Większość z nich służyła do obserwacji astronomicznych. Jako że był wszechstronnie wykształcony, publikował prace z różnych dziedzin nauki, nie ograniczając się do astronomii i matematyki, którymi zajmował się na co dzień. Publikował w Philosophical Transactions of the Royal Society. W sferze jego zainteresowań leżały także nauki przyrodnicze i logika. Napisał na przykład studium poświęcone oczom złożonym, które zostało później przetłumaczone z łaciny na francuski przez Buffona. Wyniki badań i prac prowadzonych przez de Gottignies’a przyniosły mu uznanie innych uczonych. Korespondował między innymi z dyrektorem obserwatorium paryskiego, Giovannim Cassinim. Ich listy dotyczące badań nad Jowiszem zostały opublikowane drukiem w 1665 roku.

## Najważniejsze prace
- 1665: Astronomicae epistolae duae, Bolonia,
- 1669: Elementa geometriae planae, Rzym,
- 1675: Logistica, Rzym,
- 1676: Arithmetica introductio, Rzym,
- 1677: Logistica idea speculativè et praticè declarata, Rzym,
- 1681: Problema duplatio trianguli aequilateri independenter ab alijs quam prioribus tribus libris euclidis, Rzym,
- 1687: Logica universalis sive mathesis, Neapol.